# Rózsa, rózsa, labdarózsa levele
A Rózsa, rózsa, labdarózsa levele kezdetű magyar népdalt Lajtha László gyűjtötte a Pest-Pilis-Solt-Kiskun vármegyei Pereghez tartozó Bankházapusztán 1932 áprilisában.
Feldolgozás:
| Szerző        | Mire       | Mű                                  |
| ------------- | ---------- | ----------------------------------- |
| Kodály Zoltán | két szólam | 77 kétszólamú énekgyakorlat 73. dal |

## Kotta és dallam
| Rózsa, rózsa, labdarózsa levele. Csak egy kislányt neveltek a kedvemre. Azt is azért nevelték a kedvemre, kék a szeme, göndör haja fekete. | Alig várom, hogy a nap lenyugodjon, Hogy az égen páros csillag ragyogjon, Ragyogj csillag, páros csillag sokáig Kísérj el a szeretőm kapujáig. | Csillag, csillag páros csillag az égen. Láttad e a szép rózsámat a réten? Láttam bizony, zöld rozmaring erdőben, Sárga rózsa nyílott épp a kezében. |

Változat: 1)

## Felvételek
- Rózsa,rózsa labdarózsa. Csík Zenekar  YouTube (2010. október 16.)  (Hozzáférés: 2016. július 8.) (audió) népzene
- Rózsa, rózsa labdarózsa levele. Bokor János  YouTube (2010. augusztus 13.)  (Hozzáférés: 2016. július 8.) (videó) cigányzene
- Rozsa-rozsa labdarozsa levele. Felszegi Annamari  YouTube (2015. március 26.)  (Hozzáférés: 2016. július 8.) (audió)
- Rózsa, rózsa, labdarózsa. Kristóf Katalin és Milan  YouTube (2013. szeptember 14.)  (Hozzáférés: 2016) (videó)
- Rózsa, rózsa labdarózsa levele. L'amour  YouTube (2016. június 14.)  (Hozzáférés: 2016. július 8.) (audió) lakodalmas rock